# Amanita mairei
Amanita mairei Foley, 1949 è un basidiomicete della famiglia delle Amanitaceae.

## Descrizione della specie

### Cappello
Striato al bordo, con umbone; cuticola di color grigio, non ha mai un aspetto metallico, molto spesso coperta da resti della volva.

### Lamelle
Fitte, da libere ad adnate, bianche.

### Gambo
Colore dal bianco al grigio, cavo, anello assente.

### Volva
Bianca e inguainante.

### Carne
- Sapore: dolce[3]
- Colore: bianco[3]

### Spore
Sporata bianca.
Le spore misurano 11-14 × 7-10 µm e sono di forma da vagamente ellissoide, ad ellissoide, ad allungata , inamiloidi.

## Distribuzione e habitat
Estate-autunno, in boschi di latifoglie e conifere.

## Commestibilità
Velenoso da crudo, cotto diventa un ottimo fungo commestibile. 

## Specie simili
- Amanita vaginata var. alba (velenoso da crudo, ottimo da cotto), per il colore argenteo del cappello.
- Amanita phalloides var. alba (mortale).

## Etimologia
Dal greco Ἀμανὶτης (Amanitos) = 'fungo del monte Amano' e mairei, in onore del botanico Renè Maire.